# Transcendent funktion
Inom matematik är en transcendent funktion en funktion som inte satisfierar någon polynomekvation. Definitionen är analog med den för transcendenta tal, det vill säga tal som inte satisfierar någon polynomekvation.
Funktioner som inte är transcendenta kallas för algebraiska funktioner.
Exempel på transcendenta funktioner är exponentialfunktionen, gammafunktionen, logaritmen och de trigonometriska funktionerna.